# 10356 Rudolfsteiner
A 10356 Rudolfsteiner (ideiglenes jelöléssel 1993 RQ4) a Naprendszer kisbolygóövében található aszteroida. Eric Walter Elst fedezte fel 1993. szeptember 15-én.